# Степучево (Вологодская область)
Степучево — деревня в Кирилловском районе Вологодской области.
Входит в состав Николоторжского сельского поселения, с точки зрения административно-территориального деления — в Николо-Торжский сельсовет.
Расстояние по автодороге до районного центра Кириллова — 43 км, до центра муниципального образования Никольского Торжка — 18 км. Ближайшие населённые пункты — Власово, Новшино, Коньково.
По данным переписи в 2002 году постоянного населения не было.